# Stormyrtjärnen (Töre socken, Norrbotten)
Stormyrtjärnen är en sjö i Kalix kommun i Norrbotten och ingår i Kalixälvens huvudavrinningsområde.